# Ranunculus indivisus
Ranunculus indivisus är en ranunkelväxtart som först beskrevs av Carl Maximowicz, och fick sitt nu gällande namn av Hand.-mazz.. Ranunculus indivisus ingår i släktet ranunkler, och familjen ranunkelväxter. Utöver nominatformen finns också underarten R. i. abaensis.